# Тама (нило-сахарский язык)
Тама (Damut, Tama, Tamok, Tamongobo, Tamot) — нило-сахарский язык, на котором говорит народ тама, который проживает на ареале Гуэреда; в департаменте Дар-Тама региона Вади-Фера в Чаде, а также в городах Абу-Сурудж, Абу-Шадра, Агар, Бир-Дагиг, Будифло, Гезин, Гиилинт, Гоборон, Зере, Иммед-Марлога, Кенгрем, Кондобе, Кума-Мардок, Матиноор, Мубурунг, Ригилмур, Сараф-Джидад, Торд, Шитколь ареала Сирба на западе региона Дарфур (диалект эренга), на юге региона Дарфур, западнее города Ньяла; в городе Салия ареала Джабаль-Муун на западе региона Дарфур (диалект милеере) в Судане.
У тама есть диалекты гирга, милеере (милеринка), мурасе, орра, тама, хаура и эренга. В арабском языке диалект милеере называется как «джабааль», а говорящие на нём как «мисирия-адж-джабаль».